# États du Cambrésis
Les États du Cambrésis étaient les États provinciaux du Cambrésis. Ils doivent être distingués des États de la ville de Cambrai, raison pour laquelle ils sont parfois nommés États généraux du Cambrésis.

## Composition
Le règlement du 9 décembre 1670 établit la composition des États du Cambrésis, qui devaient comprendre deux députés pour chacun des trois membres (le clergé, la noblesse et le magistrat).
Le clergé était subdivisé en quatre branches :
- Le chapitre de la métropole
- Les trois abbés de Saint-Aubert, Saint-Sépulcre et Vaucelles
- Le chapitre de Saint-Géry
- Le chapitre de Sainte-Croix

L'ordre du clergé délibérait dans la grande salle de l'abbaye de Saint-Aubert.
Les nobles devaient posséder une seigneurie à clocher (fief dont le seigneur était patron d'une église paroissiale) dans le Cambrésis pour pouvoir être admis. Leur ordre délibérait dans une salle de l'hôtel-de-ville.
Les députés du magistrat (tiers-état) étaient nommés par le gouverneur de Cambrai. Ils délibéraient dans leur collège.
Une fois les délibérations prises, les députés des trois ordres se retrouvaient à l'hôtel-de-ville, dans la salle des États.